# Сайга
Сайга́ (самка), маргач или сайга́к (самец; лат. Saiga tatarica) — парнокопытное млекопитающее из подсемейства настоящих антилоп (хотя из-за своеобразной анатомии его иногда вместе с тибетской антилопой относят к особому подсемейству Saiginae).
В 2002 году Международным союзом охраны природы (МСОП) этот вид был отнесён к категории видов, находящихся под критической угрозой. Позже популяция сайгака значительно увеличилась. В 2023 году вид был перенесён в зелёную категорию — виды, близкие к уязвимому положению, а в Казахстане и вовсе причислили сайгаков к обязательному регулированию численности.
Изначально заселяли большую территорию в степях и полупустынях Евразии от подножия Карпатских гор и Кавказа до Джунгарии и Монголии. Сейчас сайгаки обитают только в Казахстане, Узбекистане, с заходами в Туркменистан, в России (в Калмыкии, Астраханской области, республике Алтай, Волгоградской области) и западной Монголии. Реинтродуцированы на Украине в заповеднике Аскания-Нова.

## Описание

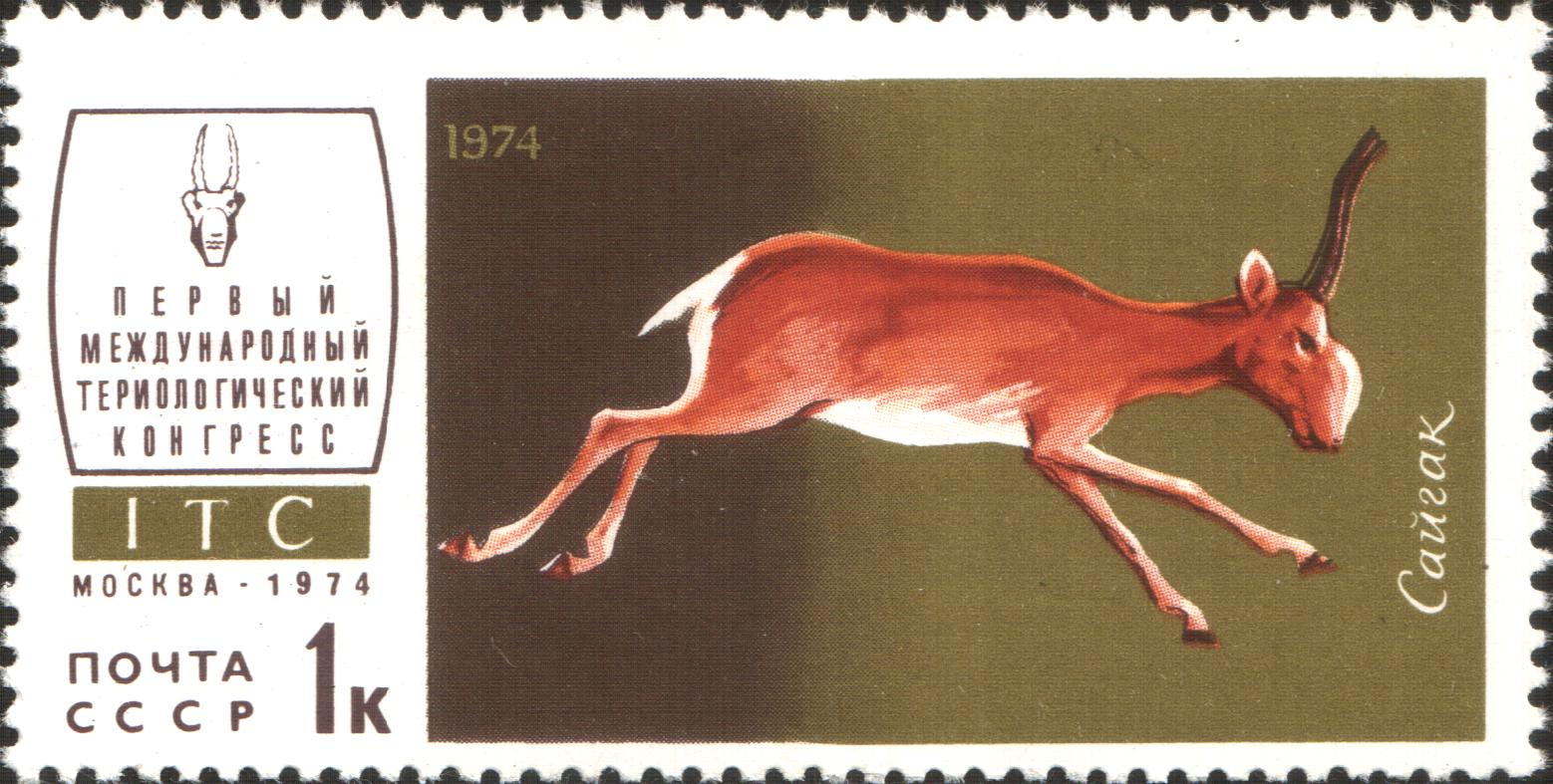
Сайгак на почтовой марке СССР, 1974

Сайгаки обитают на планете со времён последнего ледникового периода, пережив такие знаковые вымершие виды, как шерстистые мамонты и саблезубые тигры.
Внешне сайгак относительно мелкое парнокопытное животное, длина тела 110—146 см, хвоста 8—12 см, высота в холке 60—79 см. Масса 23—40 кг. Удлинённое туловище на тонких, сравнительно коротких ногах. Нос в виде мягкого, вздутого, подвижного хоботка с округлыми сближенными ноздрями создаёт эффект «горбатой морды». Уши с округлой вершиной. Средние копыта крупнее боковых. Рога бывают только у самцов. Они по длине примерно равны длине головы и в среднем достигают 30 см, полупрозрачные, желтовато-белые, неправильной лирообразной формы, две трети снизу имеют поперечные кольцевые валики, расположены на голове почти вертикально.
Летний мех желтовато-рыжий, более тёмный по средней линии спины и постепенно светлеющий к брюху, без хвостового «зеркала», низкий и относительно редкий. Зимний мех намного выше и гуще, очень светлый, глинисто-серый. Линьки два раза в год: весной и осенью.
Имеются небольшие подглазничные, паховые, запястные и межпальцевые специфические кожные железы. Сосков — 2 пары.

## Образ жизни
Сайгакам свойственна сезонная концентрация — в разные сезоны года они собираются в большие многотысячные стада в определённых районах степей и полупустынь и кормятся самыми разными видами растений (лебеды, полыни, пырея, солянок и др), в том числе ядовитыми для других видов животных. Сайгаки мигрируют на большие расстояния и могут переплывать реки, но стараются избегать крутых и скалистых склонов. Сайгаки бегут иноходью, развивая скорость до 80 км в час.
Сезон спаривания начинается в ноябре, когда самцы борются за обладание самкой (са́мками). В конце весны — начале лета появляются детёныши — молодые самки чаще приносят по одному, а взрослые (в двух случаях из трёх) — по два.
Естественный враг сайгаков — степной волк.

## Распространение
Сейчас[уточнить] существует пять главных популяций вида, три из которых находятся в Казахстане, одна в России (Калмыкия) и одна в Монголии. Некоторые сайгаки зимуют в Узбекистане.
Сайгак — древнейший представитель так называемой мамонтовой фауны (вместе с шерстистым носорогом и саблезубой кошкой). Предполагается, что в плейстоцене они были ещё более многочисленны и жили в холодных степях вместе с другими представителями мамонтовой фауны.
После поздневалдайского оледенения сайгаки обитали от крайнего запада Европы, включая Британские острова до центральной Аляски и северо-западной Канады. В XVII—XVIII столетиях сайгак населял все степи и полупустыни от предгорий Карпат на западе до Монголии и Западного Китая на востоке. На север он доходил в те времена до Киева и Барабинской степи Сибири. Однако во второй половине XIX столетия человек быстро заселял степные пространства, и сайгак почти исчез из Европы. Резко сократился ареал и численность сайгака и в Азии. В итоге к началу XX века, он сохранился в Европе только в самых глухих районах нижнего течения реки Волги, а в Азии — по Устюрту, в Бетпак-Дале, в междуречье Или — Каратал (пески Сарыесик-Атырау), в котловинах западных озёр Монголии и некоторых других местах.
Помимо волков, естественными угрозами для существования вида являются инфекционные заболевания и обледенение степей, которое препятствует добыче пищи. В советское время в холодные зимы сайгаков спасали специально оборудованными кормушками. В 2012—2014 годах Министерство образования и науки Казахстана выделило 332 млн тенге на исследование инфекционных заболеваний среди сайгаков.

### Saiga tatarica mongolica
Популяцию, обитающую в западной Монголии, выделяют в отдельный подвид — монгольскую сайгу (Saiga tatarica mongolica), численность которой составляет 769 особей. Все остальные популяции относят к номинативному подвиду Saiga tatarica tatarica. Некоторые исследователи считают монгольскую сайгу подвидом плейстоценовой и называют Saiga borealis mongolica. По переписи 2023 года в Монголии насчитывалось 15 540 особей.

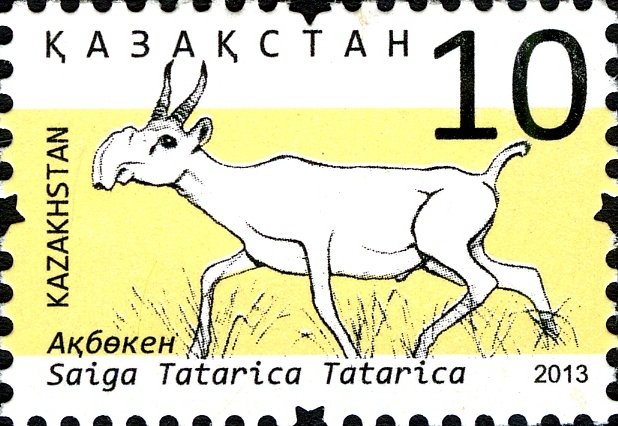
Сайга на почтовой марке Казахстана, 2013

## Взаимодействие с человеком и охранный статус
К 1920-м годам произошло сильное уменьшение численности сайги и она была почти полностью истреблена. Однако благодаря принятым мерам охраны и высокой плодовитости вида популяции восстановились, в 1950-х годах их общая численность в степях и полупустынях СССР составляла более 2 миллионов особей. Затем снова началось сокращение популяции. С 1970-х годов, для отстрела животных даже специально разработали оружие, которое получило название «Сайга». На 2008 год насчитывалось предположительно около 50 тысяч особей сайгака подвида Saiga tatarica tatarica, которые обитали в трёх регионах Казахстана (Волго-Уральские пески, Устюрт и Бетпак-Дала) и России (Северо-Западный Прикаспий).
В определённый момент группы по защите животных, например Всемирный фонд дикой природы, поощряли охоту на сайгаков, называя их рога альтернативой рогам носорога. Глобальная численность сайги опять сократилась. В 1996 году сайга была внесена в Красный список МСОП как уязвимый вид (Vulnarable), в 2002 году ей был присвоен статус высшей степени угрозы, CR — вид, находящийся в критическом состоянии (Critically Endangered).
На территории Казахстана обитает более 95% мировой популяции сайгаков. Браконьерство представляет основную угрозу существованию вида.
Согласно исследованиям WWF России, в 2020 году в степях cеверо-западного Прикаспия обитало около 6350 сайгаков.
Для сохранения популяции сайгака, обитающей в северо-западном Прикаспии, в 1990 году в Республике Калмыкия (Россия) был создан заповедник «Чёрные Земли», который в 2012 году обзавёлся полноценной электрической изгородью. Существуют планы реинтродукции сайгака в северо-восточной Сибири, в рамках проекта плейстоценовый парк. 2010 год в Республике Калмыкия объявлен Годом Сайгака. На территории Украины небольшое стадо сайгаков (около 600 голов) обитает в заповеднике Аскания-Нова. Московский зоопарк, зоопарки в Сан-Диего и в Кёльне имели сайгаков в своих коллекциях в прошлом.
В апреле 2023 года международный союз охран природы (МСОП) зафиксировал значительное увеличение численности вида. Организация перенесла сайгака из видов, находящихся под критической угрозой в зелёную категорию — виды, близкие к уязвимому положению. По оценке МСОП численность достигла одного миллиона. По оценке 2023 года в Казахстане насчитывалось около 2 миллионов особей, в России — около 38 000, в Узбекистане — в районе 500, в Монголии перепись вида показала 15 540 особей.

### Сайгак в Казахстане

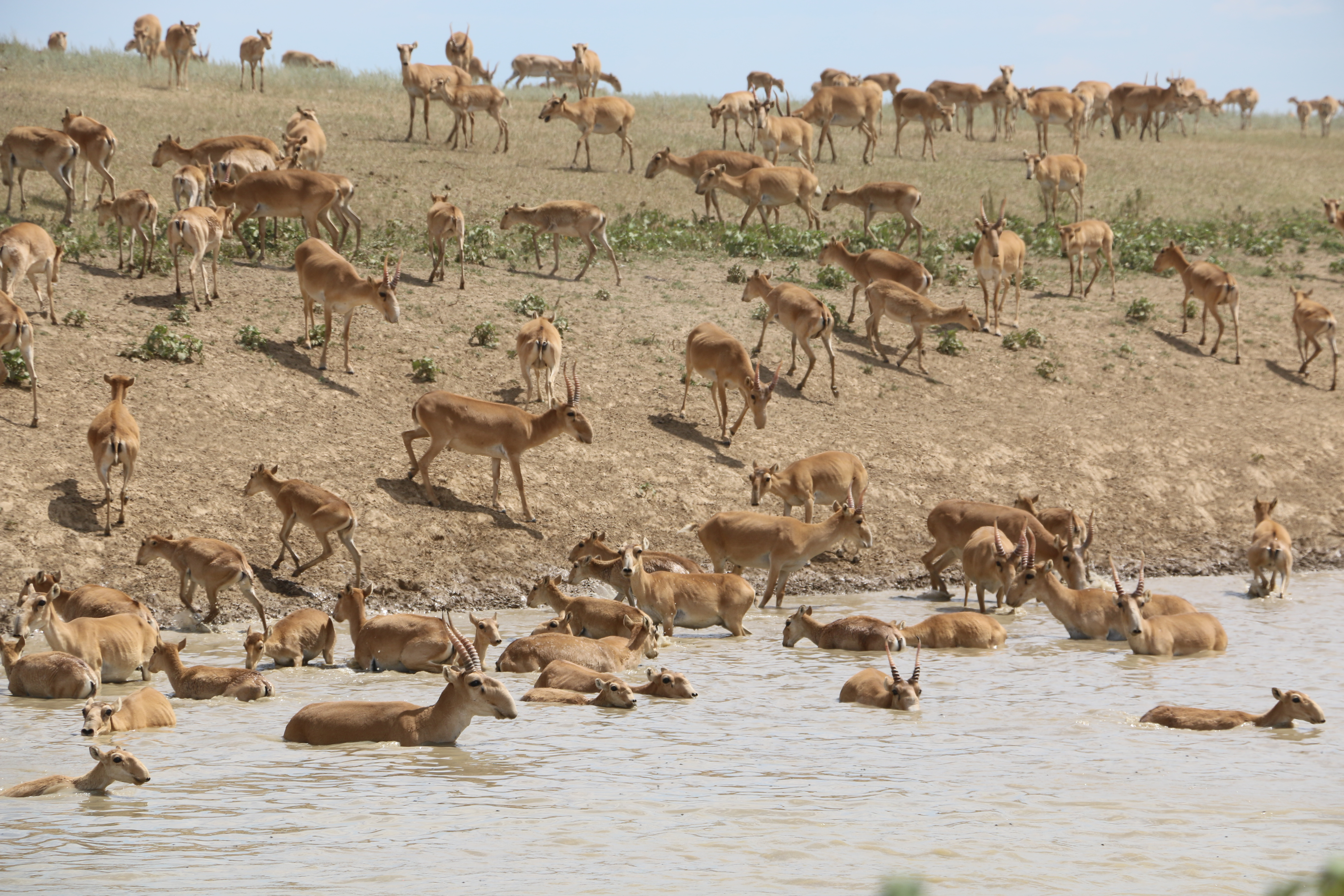
Уральская популяция сайгаков

В советское время структура охраны сайгаков в Казахстане была поручена охотпромхозам, которые находились в ведении Государственного комитета Казахской ССР по экологии и природопользованию. В их полномочия входил контроль промышленного отстрела и охрана животного мира от браконьеров. Система контроля и охраны изначально была построена неверно. Государство поручало охотпромхозам самим вести учёт поголовья, а от численности спускало план отстрела. Обычно он не превышал 20 %. Чтобы получить более высокие цифры плановых заготовок, охотпромхозы завышали поголовье в два раза. По бумагам выходило, что отстреляли 20 % табуна, но от настоящего поголовья это составляло 40 % и более.
В 1985 году в связи с высокой численностью сайги Казахскому зоологическому комбинату были переданы обязанности промысловой добычи сайгаков и реализации их рогов на внешнем рынке. Предприятие находилось в ведении Казахского главного управления по охране животного мира при Кабинете Министров Казахской ССР. С начала перестройки (1985 год) по 1998-й на экспорт была отправлена 131 тонна рогов. В 1993 году законный экспорт рогов составил максимальную планку — 60 тонн.
Это негативно отразилось на их численности: если в начале 1990-х годов общее поголовье сайги в Казахстане составляло около 1 млн голов, то спустя 10 лет количество животных сократилось почти до 20 тысяч. В 1999 году был введён мораторий на отстрел сайгаков, который продлевался шесть раз: в  2001, 2005, 2011, 2020, 2022 и 2023 годах.
В 2023 году международный союз охраны природы зафиксировал улучшение ситуации и отнёс вид к зелёной категории. Значительные усилия со стороны Казахстана позволили повысить популяцию сайгака с 39 000 особей до почти 2 миллиона особей.

В сентябре 2023 года заместитель председателя Комитета лесного хозяйства и животного мира Андрей Ким сообщил, что в следующем году запрет на отстрел сайгаков продлеваться не будет:
Сайгаков на сегодня у нас один миллион 915 тысяч — это весенний учёт. Мы прогнозируем на осень 2,6 миллиона. <...> На следующий год мораторий нет необходимости продлевать. В связи с тем, что мы свою задачу использовали в полном объёме. Численность сайгаков у нас восстановлена.
19 сентября 2023 года сайгак включён в перечень видов животных, численность которых подлежит регулированию в целях предотвращения ущерба окружающей среде и предупреждения опасности нанесения существенного ущерба сельскохозяйственной деятельности.
В Семиречье сайга встречается в северной лесостепной зоне, откуда она кочует на зиму к менее заснеженным пустыням и полупустыням, окаймляющим Тянь-Шань. Иногда стада животных вторгаются в Чуйскую долину, где они погибают не столько от волков, сколько в из-за охоты на неё.
Численность сайгаков в Республике Казахстана по годам и популяциям:
| Популяция        | 2006   | 2007   | 2008   | 2009   | 2010   | 2011    | 2012    | 2013    | 2014    | 2015    | 2016    | 2017    | 2018    | 2019    | 2020 | 2021    | 2022      | 2023      | 2024      |
| ---------------- | ------ | ------ | ------ | ------ | ------ | ------- | ------- | ------- | ------- | ------- | ------- | ------- | ------- | ------- | ---- | ------- | --------- | --------- | --------- |
| Бетпак-далинская |        |        |        |        |        | 78 000  | 110 100 | 155 200 | 216 000 | 242 500 | 36 200  | 51 700  | 76 400  | 111 500 | ...  | 285 000 | 489 000   | 745 300   | 1 150 000 |
| Уральская        |        |        |        |        |        | 17 900  | 20 900  | 26 400  | 39 000  | 51 700  | 70 200  | 98 200  | 135 000 | 217 000 | ...  | 545 000 | 801 000   | 1 130 000 | 1 620 000 |
| Устюртская       |        |        |        |        |        | 6 100   | 6 500   | 5 400   | 1 700   | 1 270   | 1 900   | 2 700   | 3 700   | 5 900   | ...  | 12 000  | 28 000    | 39 700    | 63 600    |
| Итого            | 49 378 | 54 868 | 61 073 | 81 000 | 89 600 | 102 000 | 137 500 | 187 000 | 256 700 | 295 400 | 108 300 | 152 600 | 215 100 | 334 400 | ...  | 842 000 | 1 318 000 | 1 915 000 | 2 833 600 |

С 2014 года учёт сайгаков в Казахстане проводит Казахстанская ассоциация сохранения биоразнообразия (АСБК) совместно с Комитетом лесного хозяйства и животного мира. На казахстанской границе «работают» более 15  служебно-разыскных собак, обученных искать по запаху диких животных, включая рога сайги.
Основные угрозы для существования вида на территории Казахстана  — браконьерство и болезни.

#### Браконьерство на сайгу
Анализ сообщений в СМИ позволяет установить, что в период с 2012 по 2022 годы правоохранительными органами было конфисковано как минимум 10000 штук контрабандных рогов сайгака.
Среди крупных задержаний:
- 1 тонна 118 кг рогов в октябре 2019 года в Атырауской области[35];
- 3144 рогов (более 700 кг) в июле 2021 года в Алматинской области[36];
- 1169 рогов в 2022 году в Западно-Казахстанской области[37];
- 1116 рогов в январе 2023 года в Актюбинской области[38];

В Казахстане незаконное добывание, уничтожение сайгака, а также приобретение, хранение, сбыт, ввоз, вывоз, пересылка, перевозка незаконно добытого сайгака или его дериватов, в том числе рогов, является уголовным преступлением, наказание за которое — вплоть до лишения свободы до 12 лет, с конфискацией имущества (статья 339 Уголовного кодекса РК).

6 сентября 2023 года уже бывший министр экологии и природных ресурсов Зульфия Сулейменова сообщила о выявлении браконьерской сети, в которую были вовлечены сотрудники правоохранительных органов и природоохранного ведомства:
Была активизирована деятельность по борьбе с браконьерством в Казахстане. К сожалению, мы выявили, что этим промышляют и люди в погонах, и наши собственные работники. Был выявлен факт повторного попадания в оборот ранее изъятых дериватов (рогов сайгака).
В январе 2019 года в Карагандинской области семь браконьеров, убившие 17 сайгаков, напали на двух преследовавших их егерей. В результате нападения один егерь погиб, второй в тяжёлом состоянии был доставлен в больницу. Все семь преступников осуждены: трое получили пожизненный срок, четверо проведут в тюрьме по шесть лет. В память о погибшем егере в центре Караганды на торце пятиэтажного жилого дома появился мурал.

#### Хронология падежа сайгаков в Казахстане
- 1981 год, апрель — на территории бывшей Тургайской области погибло 180 тысяч голов сайги[43].
- 1984 год, февраль—апрель — в Западно-Казахстанской области погибло 250 тысяч голов.[43]
- 1988 год, май — погибло около 500 тысяч сайгаков[44].
- 1993 год — из-за многоснежной зимы бетпакдалинская популяция сократилась более чем в два раза с 700 до 270 тысяч голов[45].
- 2010 год — на границе Волгоградской области и Казахстана от эпизоотии пастереллёза погибли 12 тысяч сайгаков[46].
- 2015 год, май — на территории Костанайской, Акмолинской, Актюбинской областей погибло более 120 тысяч сайгаков[47][48]. Причиной гибели была бактериальная инфекция, вызванная пастереллёзом.[47][49]

## Хозяйственное значение
Сокращение численности сайгаков нередко связано с тем, что они становятся объектом охотничьего промысла. Мясо сайгаков употребляется в пищу так же, как и мясо баранов: его варят, жарят и тушат.
Летом 2022 года в Казахстане заговорили о возможности отмены моратория на отстрел сайги и начала её хозяйственного использования. В январе 2023 года запрет всё же был продлён, до конца года. В сентябре 2023 года снова обсуждается отмена моратория и введение сайги в хозяйственный оборот. Причина — высокая численность вида на территории страны и жалобы фермеров о потравах посевов.
Также в Казахстане сейчас обсуждается возможность одомашнить сайгака, для чего планируется изъять от 10% до 20% всего дикого поголовья Противники этой инициативы называют три аргумента против: 1) поведенческий барьер (ни один зоопарк или питомник в мире не может похвастаться по-настоящему успешным опытом по устойчивому разведению сайгака в неволе), 2) дорого и неэффективно (огорождение территорий на сотни тысяч гектаров затратно и блокирует пути миграции диких животных), 3) риск утраты генофонда (в неволе вид будет деградировать)..

## Историческая справка
Дважды посетивший Московское княжество (в 1517 и 1526 годах) Герберштейн в своих «Записках о Московии» так писал об этом животном: 

«На степных равнинах около Борисфена, Танаиса и Ра водится лесная овца, именуемая поляками солгак (Solhac), а московитами — сайгак (Seigack), величиной с косулю, но с более короткими ногами; рога у ней вытянуты вверх и как бы отмечены колечками; московиты делают из них прозрачные рукоятки ножей. Они весьма стремительны и очень высоко прыгают»— Записки о Московии. – М., 1988. – С. 194
В начале XX века сайгаки являлись предметом значительного промысла в степях Казахстана, преимущественно у Аральского моря. Энциклопедия Брокгауза и Эфрона передаёт следующие подробности охоты на сайгака:
С. добываются в наибольшем количестве летом, в самый зной, когда они изнемогают в борьбе с мучащими их насекомыми — мошками, оводами и особенно личинками оводов, развивающимися у них под кожей; не находя себе покоя, С. приходят в исступление и либо как бешеные мечутся по степи, либо же как шальные стоят на одном месте и роют копытами ямы (кобла), причём то ложатся в них, пряча нос под передние ноги, то вскакивают и на месте же барабанят ногами; в такие часы, когда С. «кобятся», они утрачивают обычную осторожность, и охотники подкрадываются к ним на выстрел. Пасущихся С. охотники-киргизы нагоняют на своих товарищей, залёгших с винтовками, преимущественно у водопоев, или на пучки заострённого камыша, вбитые в тропы, по которым С. спускаются к водопою; затем подкарауливают их на тропах, на переправах через реки, загоняют в ямы и на скользкий лёд, на котором С. не могут бежать. Иногда затравливают С. каратегинскими борзыми собаками (тазы), отличающимися выдающеюся резвостью; на такую охоту охотники выезжают по двое, каждый с парой борзых на своре; заметив С., один из охотников заезжает вперёд стада, а другой едет вёрст за 5—8; первый охотник пускает собак и гонит животных по направлению ко второму охотнику, который, выждав на себя С., пускает, в свою очередь, своих собак, и те уже более легко настигают утомлённых первой гоньбою животных. Изредка охотятся на С. с беркутом. Киргизы выслеживают иногда беременных самок и после родов ловят неокрепших ещё детёнышей, последние легко выкармливаются домашней козой и ручнеют. Мясо С. составляет лакомое блюдо кочевника, рога являются ценным продуктом денежного обмена, а кожа — лучшим материалом для выделки дох (ергаков).
Рога молодого С. — совершенно жёлтые, с чёрными концами, гладкие, блестящие; рога старого С. — серо-жёлтые, матовые, с продольными трещинами. Шерсть С. коротка и груба, идёт на разные домашние изделия. Сайгачий промысел в начале XX века довольно значительный, причём количество вывозимых рогов достигало за период 1894—1896 г. десятков тысяч. Главные трудности этого промысла были в том, что он производится во время сильной жары, вследствие чего добытчикам приходилось возить с собой соль и кадки и на месте же охоты солить добытых животных.

## В литературе
В романе Чингиза Айтматова «Плаха» охота на сайгаков описана так:
 А вертолёты-облавщики, идя с двух краёв поголовья, сообщались по рации, координировали, следили, чтобы оно не разбежалось по сторонам, чтобы не пришлось снова гоняться по саванне за стадами, и всё больше нагнетали страху, принуждая сайгаков бежать тем сильней, чем сильней они бежали… Им, вертолётчикам, сверху было прекрасно видно, как по степи, по белой снежной пороше катилась сплошная чёрная река дикого ужаса…
И когда гонимые антилопы хлынули на большую равнину, их встретили те, для которых старались с утра вертолёты. Их поджидали охотники, а вернее, расстрельщики. Hа вездеходах-«уазиках» с открытым верхом расстрельщики погнали сайгаков дальше, расстреливая их на ходу из автоматов, в упор, без прицела, косили как будто сено на огороде. А за ними двинулись грузовые прицепы — бросали трофеи один за одним в кузова, и люди собирали дармовой урожай. Дюжие парни не мешкая, быстро освоили новое дело, прикалывали недобитых сайгаков, гонялись за ранеными и тоже приканчивали, но главная их задача заключалась в том, чтобы раскачать окровавленные туши за ноги и одним махом перекинуть за борт! Саванна платила богам кровавую дань за то, что смела оставаться саванной, — в кузовах вздымались горы сайгачьих туш.

Повесть российского писателя и журналиста Юрия Гейко «Сайга», которую автор считает самой значительной своей художественной работой, строится на описании незаконной охоты на сайгаков, произошедшего на охоте трагического случая, и последовавшего затем разбирательства.
Рассказ-легенда казахстанского писателя Дины Ораз «Сайгачонок» посвящён памяти выполнявших долг егерей и истреблённым сайгакам. Сюжет о браконьере — Алене, ставшем сайгачонком по воле Белого старца.

## Интересные факты
- Покровителем сайгаков у калмыков считался Белый Старец — буддийское божество плодородия и долголетия. Запрещалось во время охоты стрелять в сайгаков, сбившихся в кучу: считалось, что в это время их доит сам Белый Старец[54].
- В фильме «Урок литературы» упоминается интересный, но недостоверный факт о сайгаке: попав в зону включённых фар движущейся машины, он бежит продолжительное время впереди.
- В первое десятилетие после распада СССР шла неконтролируемая добыча сайгаков с целью вывоза рогов в Китай, что привело к падению поголовья в мире более чем в десять раз[55].

Вот что пишет казахстанское издание «Уральская неделя»:

«В традиционной китайской медицине рога сайгака стоят в одном ряду с рогами носорога и классифицируются как обладающие жаропонижающими и очищающими организм свойствами, и используются при лечении лихорадки, „внутреннего метеоризма“, а также многих заболеваний печени. В случаях комы и сильных судорог, случающихся вследствие лихорадки, рога сайгака и носорога используются вместе. В сочетании с другими медикаментами рога сайгака используются для лечения головной боли, головокружения и других заболеваний. Каждая доза составляет 1-3 грамма мелкого порошка рога, выпаренного или осаждённого в воде»— «Уральская неделя» 17.01.2005
.

## Галерея

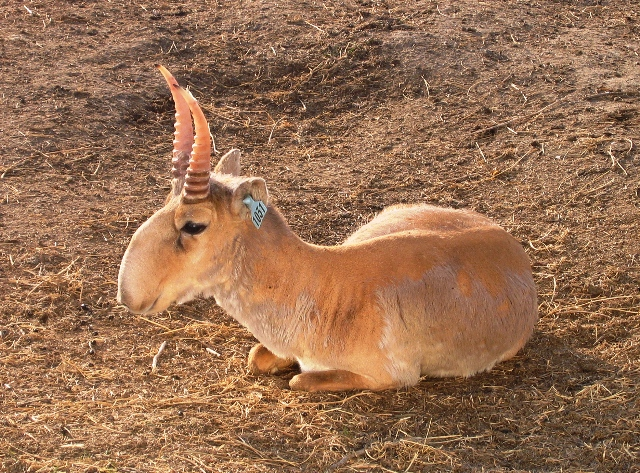
Сайгак в питомнике
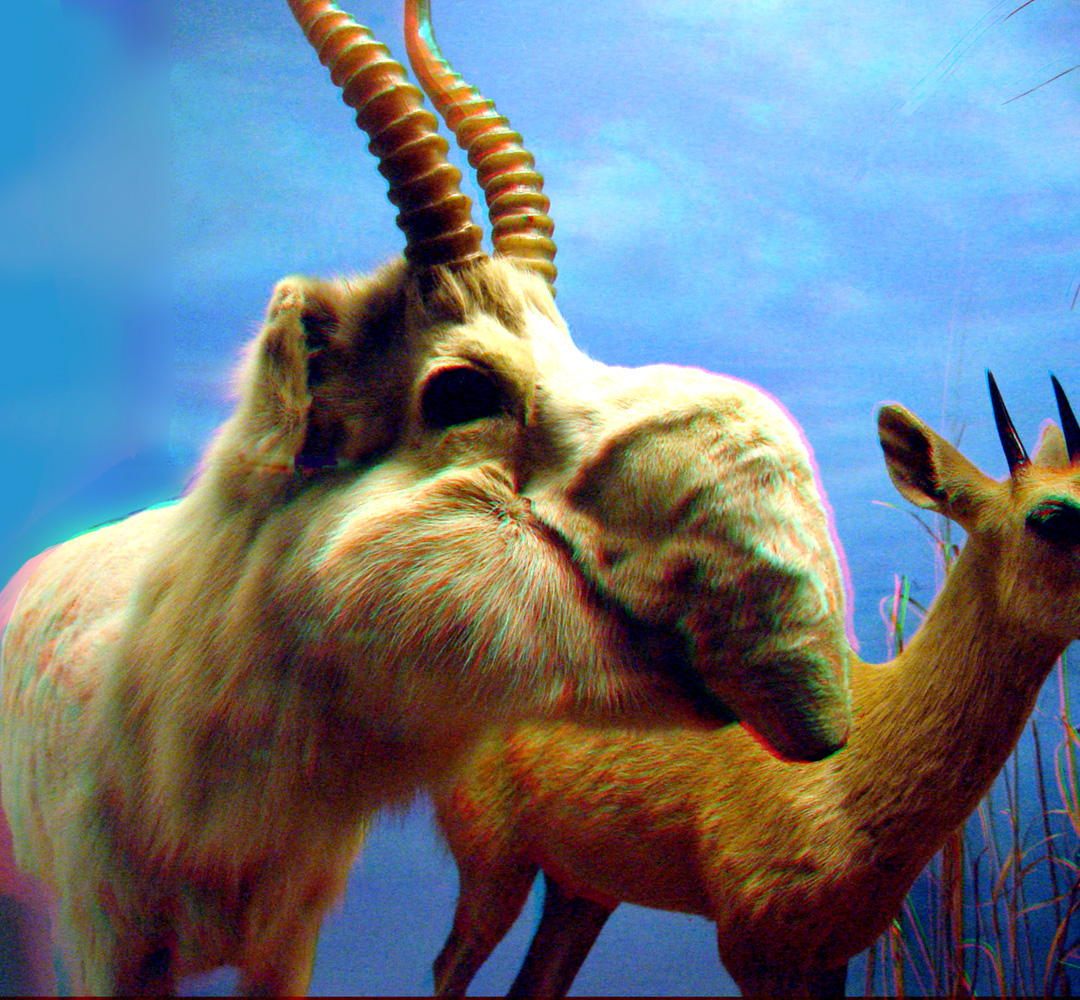
3D-изображение сайгака
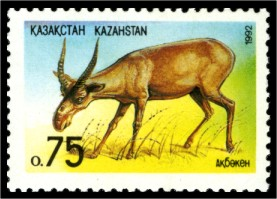
Сайгак на почтовой марке Казахстана
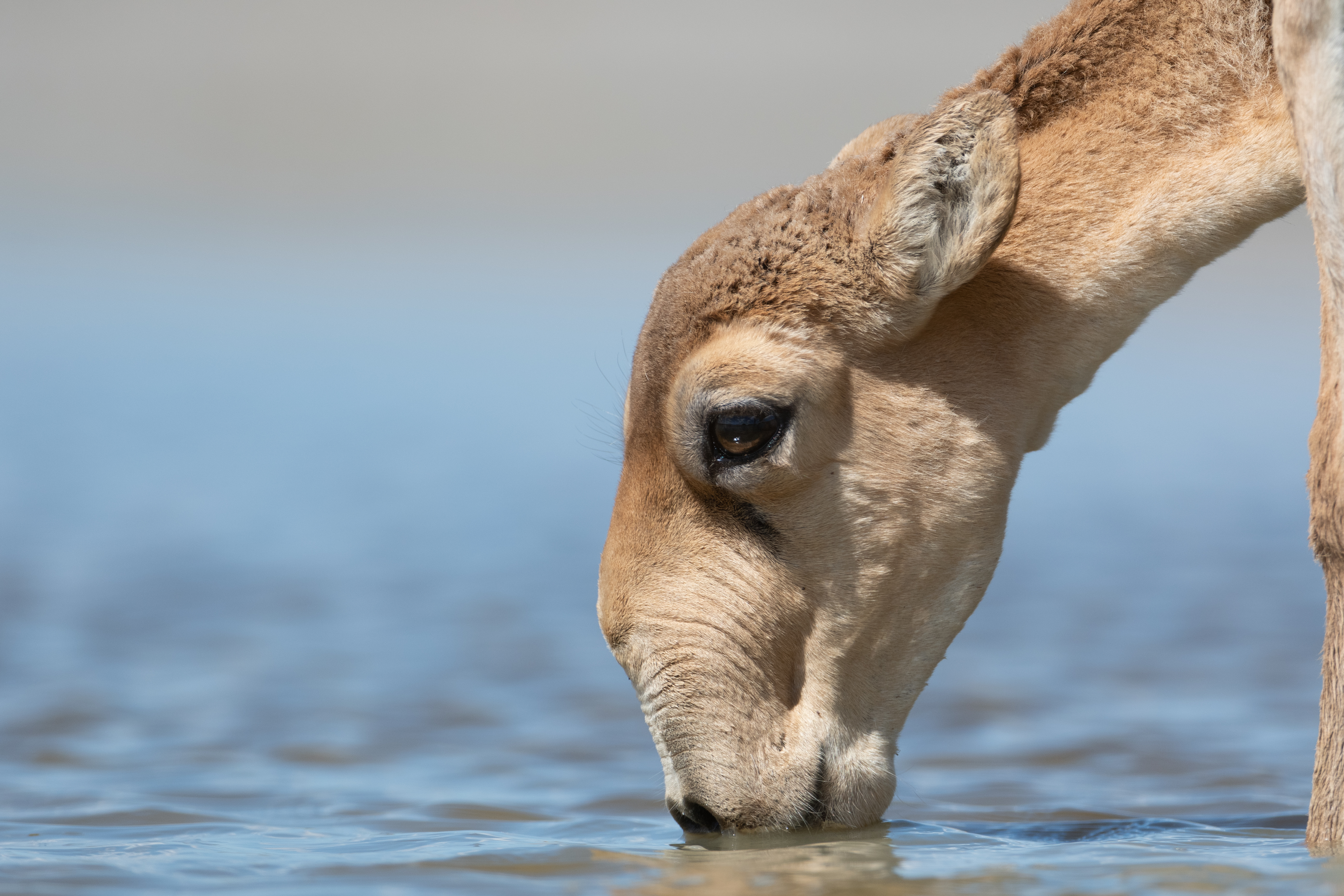
Сайгак, пьющий воду

## Исследования
- Проняев А. В. Фенотипическая, генотипическая характеристики и современное состояние популяций сайгака 1985
- Букреева О. М. Европейская популяция сайгака (Saiga tatarica L.) и факторы, определяющие её состояние 2002